# VHS
VHS (ang. Video Home System) – standard zapisu i odtwarzania kaset wideo przeznaczony dla rynku konsumenckiego.

## Historia

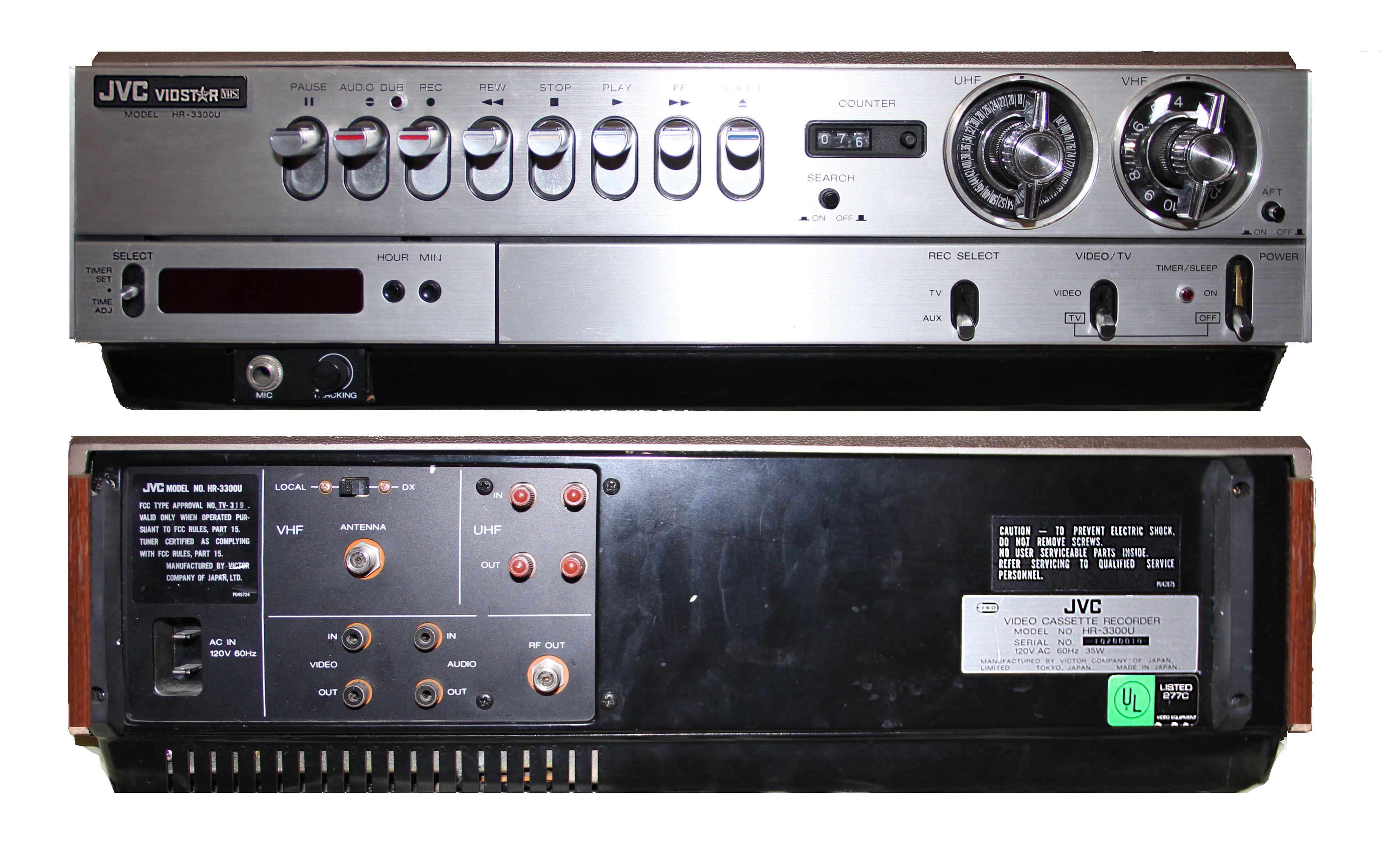
Pierwszy magnetowid JVC HR-3300U (wersja na rynek amerykański)

Przed VHS istniało parę systemów kaset wideo, przeznaczonych zarówno do zastosowań amatorskich, jak i profesjonalnych, między innymi U-matic mający oficjalną premierę w 1971 roku oraz VCR, wprowadzony w 1972 roku. System U-matic początkowo przeznaczony był do zastosowań amatorskich, jednakże wysoka cena produkcji ograniczała grono klientów do stacji telewizyjnych, przedsiębiorstw oraz placówek edukacyjnych.
System VHS został opracowany przez przedsiębiorstwo JVC w roku 1976. Pierwszym magnetowidem systemu produkowanym seryjnie był JVC HR-3300, zaprezentowany pod koniec 1976 roku. W latach osiemdziesiątych VHS wygrał walkę o prymat na rynku z konkurencyjnymi formatami Betamax (opracowanym przez Sony) oraz Video 2000 (Philips), które były bardziej zaawansowane technologicznie. O zwycięstwie formatu zadecydowała niska cena VHS oraz błędy w polityce przedsiębiorstwa Sony, które, kupując pod koniec lat 80. licencję na VHS, zaprzestało promocji Betamaxa oraz zakazało wydawania na swoim nośniku filmów pornograficznych, które na VHS były ogólnie dostępne.
W czasach popularności Amigi i VHS, system VHS stał się nie tylko nośnikiem filmów, ale też danych komputerowych. Podobnie jak LTO, pozwalał na wykonywanie kopii zapasowych dyskietek i dysku twardego.
Z dniem 28 października 2008 przedsiębiorstwo JVC zakończyło produkcję uprzednio nagranych nośników VHS dla dystrybutorów filmowych. Produkowało je jako ostatnie. Powodem zakończenia produkcji było wyparcie formatu VHS przez płyty DVD. Już w 2001 r. więcej filmów sprzedano na nowoczesnych nośnikach cyfrowych niż na kasetach VHS. Nadal istnieje ogromna kolekcja niewydanych na nośnikach cyfrowych programów telewizyjnych, a dostępnych na taśmach wideo.
Ostatnim podmiotem produkującym magnetowidy VHS był Funai Electric, który zakończył ich produkcję w 2016 roku.

## Dane techniczne

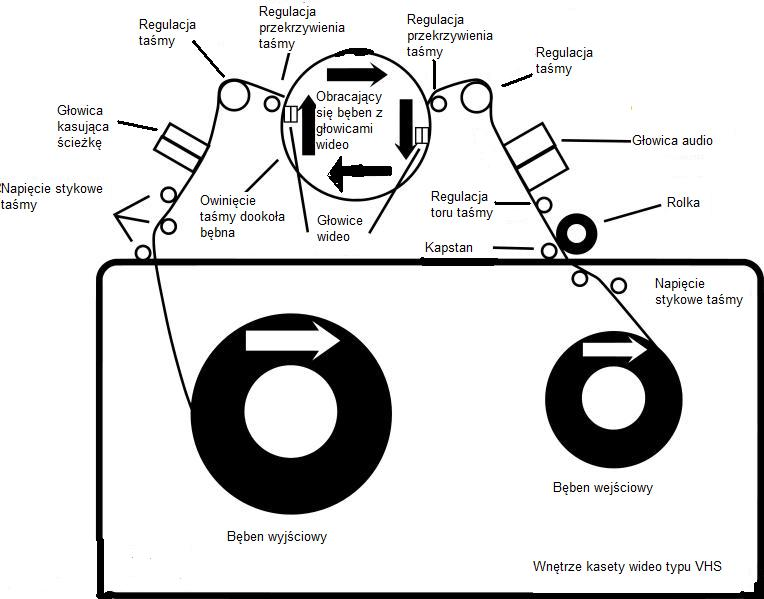
Schemat działania VHS

Rozdzielczość pozioma obrazu w formacie VHS wynosi około 240 linii (dla obrazu kolorowego) i wynika z ograniczonego pasma dla sygnału koloru. Pod koniec lat 80. wprowadzono „ulepszoną” wersję VHS HQ, przy czym poprawiono w tej wersji głównie odczyt poprzez wprowadzenie systemu redukcji zakłóceń związanych z błędami odczytu taśmy (ang. dropout’s). Pozostałe parametry obrazu pozostały bez zmian.
Wymiary standardowej kasety wynoszą 188 × 104 × 25 mm. Maksymalny czas zapisu wynosi 300 minut w standardach PAL i SECAM, oraz 240 minut w standardzie NTSC (w wersji Long Play długość zapisu się podwaja). Produkowano czyste (nienagrane) kasety o długości 30, 45, 60, 90, 120, 135, 180, 195, 240, 300 minut. Wersje kaset (tzw. duplikacyjne) mogły posiadać dowolną długość, zazwyczaj dostosowaną do długości materiału filmowego – były one przeznaczone jedynie dla wydawców.
Magnetowidy VHS posiadały również tryb Extended Play (EP), który pozwalał na potrojenie długości zapisu.
Prędkość przesuwu taśmy w trybie SP wynosi 2,339 cm/sek przy PAL i SECAM, oraz 3,335 cm/sek przy NTSC.
Ponieważ w związku z różnymi prędkościami przesuwu taśmy czas nagrania różnił się między standardami PAL i SECAM, a standardem NTSC, wprowadzono oddzielne oznaczenia maksymalnego czasu zapisu dla każdego ze standardów. Literą „E” był oznaczany czas nagrania dla PAL i SECAM (np. E30, E60, E90, E120, E180, E240, E300), natomiast literą „T” dla NTSC (np. T30, T60, T90, T120, T180, T240).
W formacie VHS fonia zapisywana jest wzdłuż taśmy przy krawędzi – przy przesuwie 2,339 cm/sek uzyskuje pasmo 80 Hz–10 kHz. W niektórych modelach fonia zapisywana jest wirującymi głowicami znajdującymi się na bębnie (hi-fi). Wybrane modele z monofonicznym, liniowym zapisem fonii oferowały pasmo przenoszenia od 40 Hz do 11 kHz. Aby poprawić dynamikę oraz stosunek sygnału do szumu, używane były popularne systemy redukcji szumu, takie jak Dolby B i C. Wobec rosnących wymagań co do jakości dźwięku, w latach 80. opracowano metodę zapisu na poziomie hi-fi dodatkowymi głowicami wirującymi w głębszej warstwie taśmy tzw. multipleks głębokościowy. Magnetowidy tego typu oznaczone są jako „VHS hi-fi” i mają minimum 4 głowice na bębnie wizyjnym (2 wideo + 2 audio). Sygnał wideo zapisywany jest wówczas nad sygnałem audio. Skos głowic audio jest inny od skosu ścieżek wideo, co znacząco niweluje zakłócenia między nimi. Osiągnięte pasmo wynosi 20 Hz—20 kHz, zaś dynamika około 90 dB.
Przyjmuje się, że dla zachowania jakości obrazu nagranego na kasecie VHS, przy konwersji do formatu cyfrowego należy zastosować rozdzielczość poziomą równą przynajmniej 451 pikseli oraz rozdzielczość pionową wynoszącą 576 (dla PAL B/G lub PAL D/K) lub 480/486 (dla NTSC) pikseli.
| Oznaczenie (nominalna długość w minutach) | Długość taśmy | Długość taśmy | Czas nagrywania (NTSC) | Czas nagrywania (NTSC) | Czas nagrywania (NTSC) | Czas nagrywania (PAL) | Czas nagrywania (PAL) | Czas nagrywania (PAL) |
| Oznaczenie (nominalna długość w minutach) | m             | ft            | SP                     | LP                     | EP/SLP                 | SP                    | LP                    |                       |
| Format NTSC                               | Format NTSC   | Format NTSC   | Format NTSC            | Format NTSC            | Format NTSC            | Format NTSC           | Format NTSC           |                       |
| ----------------------------------------- | ------------- | ------------- | ---------------------- | ---------------------- | ---------------------- | --------------------- | --------------------- | --------------------- |
| T-20                                      | 44            | 145           | 22 min                 | 44 min                 | 66 min (1h 06)         | 31.5 min              | 63 min (1h 03)        |                       |
| T-30 (typowy VHS-C)                       | 63            | 207           | 31.5 min               | 63 min (1h 03)         | 95 min (1h 35)         | 45 min                | 90 min (1h 30)        |                       |
| T-45                                      | 94            | 310           | 47 min                 | 94 min (1h 34)         | 142 min (2h 22)        | 67 min (1h 07)        | 135 min (2h 15)       |                       |
| T-60                                      | 126           | 412           | 63 min (1h 03)         | 126 min (2h 06)        | 188 min (3h 08)        | 89 min (1h 29)        | 179 min (2h 59)       |                       |
| T-90                                      | 186           | 610           | 93 min (1h 33)         | 186 min (3h 06)        | 279 min (4h 39)        | 132 min (2h 12)       | 265 min (4h 25)       |                       |
| T-120 / DF240                             | 247           | 811           | 124 min (2h 04)        | 247 min (4h 07)        | 371 min (6h 11)        | 176 min (2h 56)       | 352 min (5h 52)       |                       |
| T-140                                     | 287.5         | 943           | 144 min (2h 24)        | 287 min (4h 47)        | 431 min (7h 11)        | 204.5 min (3h 24.5)   | 404.5 min (6h 49.5)   |                       |
| T-150 / DF300                             | 316.5         | 1040          | 158 min (2h 38)        | 316 min (5h 16)        | 475 min (7h 55)        | 226 min (3h 46)       | 452 min (7h 32)       |                       |
| T-160                                     | 328           | 1075          | 164 min (2h 44)        | 327 min (5h 27)        | 491 min (8h 11)        | 233 min (3h 53)       | 467 min (7h 47)       |                       |
| T-180 / DF-360                            | 369           | 1210          | 184 min (3h 04)        | 369 min (6h 09)        | 553 min (9h 13)        | 263 min (4h 23)       | 526 min (8h 46)       |                       |
| T-200                                     | 410           | 1345          | 205 min (3h 25)        | 410 min (6h 50)        | 615 min (10h 15)       | 292 min (4h 52)       | 584 min (9h 44)       |                       |
| T-210 / DF420                             | 433           | 1420          | 216 min (3h 36)        | 433 min (7h 13)        | 649 min (10h 49)       | 308 min (5h 08)       | 617 min (10h 17)      |                       |
| T-240 / DF480                             | 500           | 1640          | 250 min (4h 10)        | 500 min (8h 20)        | 749 min (12h 29)       | 356 min (5h 56)       | 712 min (11h 52)      |                       |
| Format PAL                                |               |               |                        |                        |                        |                       |                       |                       |
| E-30 (typowy VHS-C)                       | 45            | 148           | 22.5 min               | 45 min                 | 68 min (1h 08)         | 32 min                | 64 min (1h 04)        |                       |
| E-60                                      | 88            | 290           | 44 min                 | 88 min (1h 28)         | 133 min (2h 13)        | 63 min (1h 03)        | 126 min (2h 06)       |                       |
| E-90                                      | 131           | 429           | 65 min (1h 05)         | 131 min (2h 11)        | 196 min (3h 16)        | 93 min (1h 33)        | 186 min (3h 06)       |                       |
| E-120                                     | 174           | 570           | 87 min (1h 27)         | 174 min (2h 54)        | 260 min (4h 20)        | 124 min (2h 04)       | 248 min (4h 08)       |                       |
| E-150                                     | 216           | 609           | 108 min (1h 49)        | 227 min (3h 37)        | 324 min (5h 24)        | 154 min (2h 34)       | 308 min (5h 08)       |                       |
| E-180                                     | 259           | 849           | 129 min (2h 09)        | 259 min (4h 18)        | 388 min (6h 28)        | 184 min (3h 04)       | 369 min (6h 09)       |                       |
| E-195                                     | 279           | 915           | 139 min (2h 19)        | 279 min (4h 39)        | 418 min (6h 58)        | 199 min (3h 19)       | 397 min (6h 37)       |                       |
| E-200                                     | 289           | 935           | 144 min (2h 24)        | 284 min (4h 44)        | 428 min (7h 08)        | 204 min (3h 24)       | 405 min (6h 45)       |                       |
| E-210                                     | 304           | 998           | 152 min (2h 32)        | 304 min (5h 04)        | 456 min (7h 36)        | 217 min (3h 37)       | 433 min (7h 13)       |                       |
| E-240                                     | 348           | 1142          | 174 min (2h 54)        | 348 min (5h 48)        | 522 min (8h 42)        | 248 min (4h 08)       | 496 min (8h 16)       |                       |
| E-270                                     | 392           | 1295          | 196 min (3h 16)        | 392 min (6h 32)        | 589 min (9h 49)        | 279 min (4h 39)       | 559 min (9h 19)       |                       |
| E-300                                     | 435           | 1427          | 217 min (3h 37)        | 435 min (7h 15)        | 652 min (10h 52)       | 310 min (5h 10)       | 620 min (10h 20)      |                       |

## Pokrewne formaty

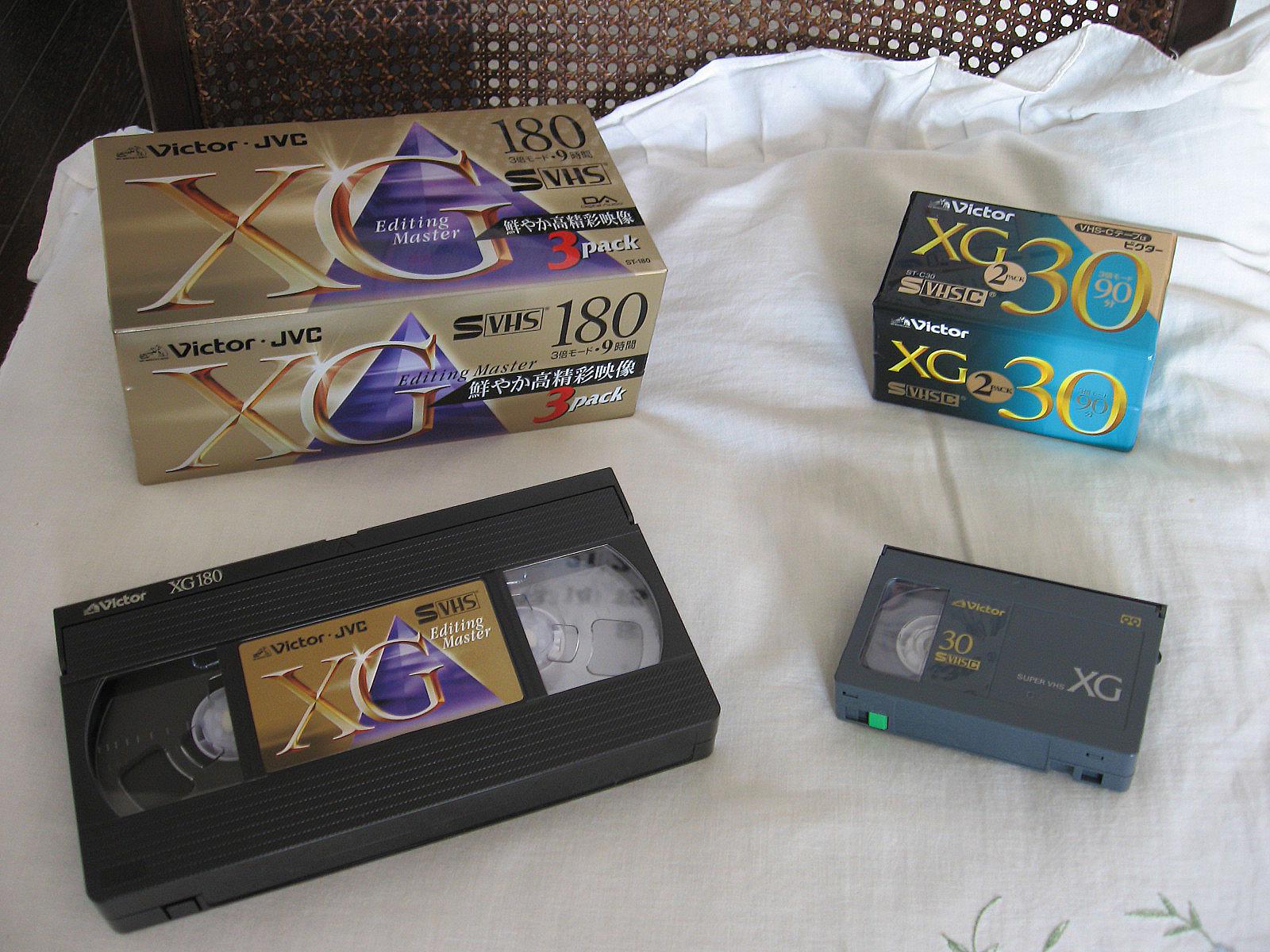
Kasety S-VHS i S-VHS-C

### S-VHS
W 1987 roku wprowadzono na rynek format S-VHS (Super VHS), opracowany na bazie VHS, zapisujący jednak sygnał wideo na wyższej częstotliwości, a więc kompatybilny z VHS tylko w jedną stronę. Oznacza to, że kasety nagrane w S-VHS można odtwarzać jedynie na dedykowanych magnetowidach, lub specjalnie w tym celu zaprojektowanych magnetowidach VHS, natomiast kasety VHS można odtwarzać na wszystkich magnetowidach i odtwarzaczach VHS i S-VHS. Sygnał w magnetowidach S-VHS na wyjściu rozdzielony jest na dwie składowe: luminancję (informacja o jasności) i chrominancję (informacja o kolorze), dzięki czemu barwy są lepiej reprodukowane, a rozdzielczość przewyższa 400 linii.
W formacie S-VHS dźwięk zapisywany jest na poziomie hi-fi. Najwyższej klasy modele 7-głowicowe posiadają dodatkową głowicę kasującą.

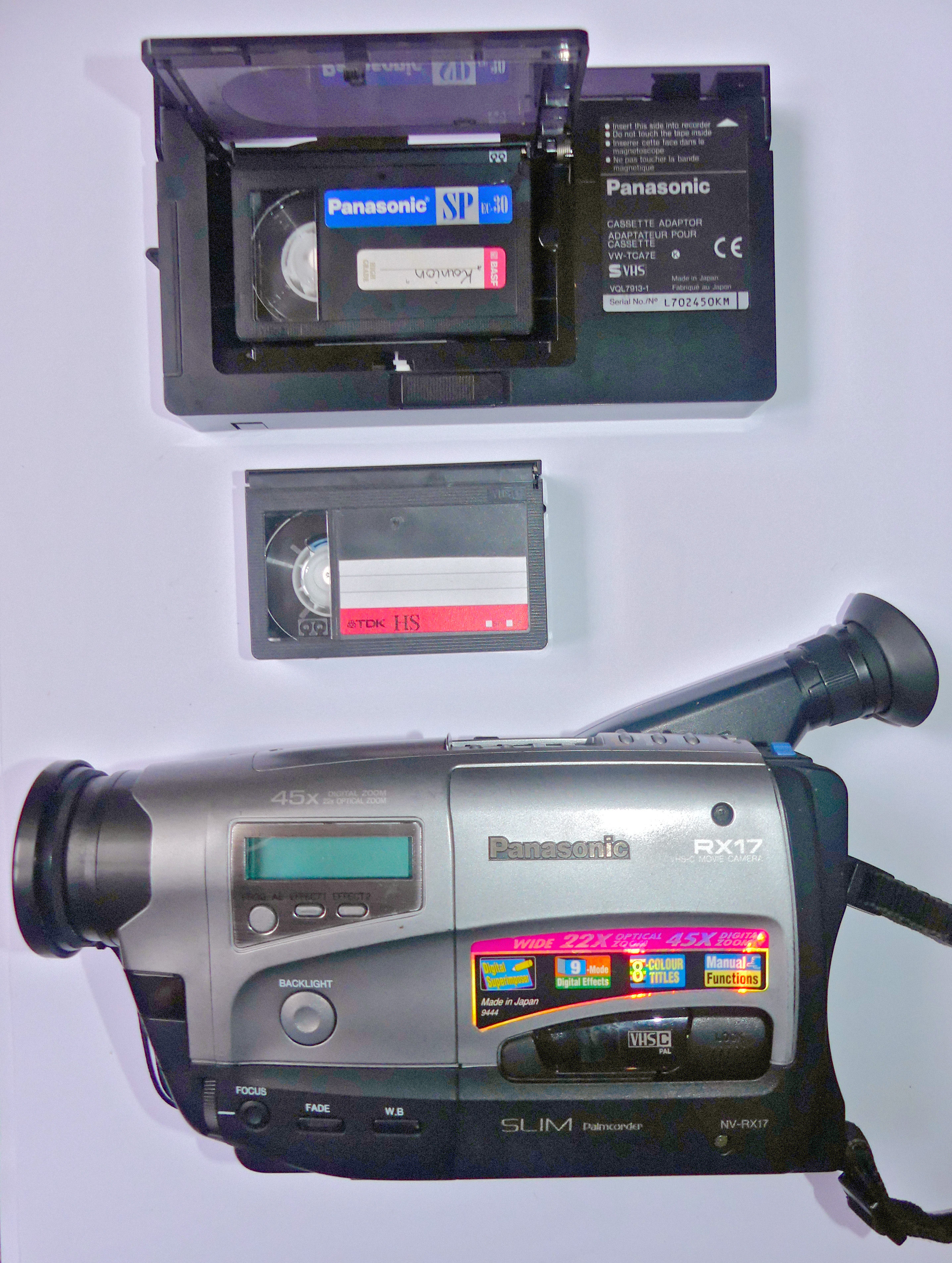
VHS-C kamera, kaseta, adapter VHS-C/VHS, kaseta VHS-C

### W-VHS
W 1993 roku tylko w Japonii i w USA wprowadzono na rynek format W-VHS będący analogowym standardem kaset wideo w jakości HD przeznaczonym dla rynku konsumenckiego.

### VHS-C
Kompatybilny ze standardowym VHS jest mikro format VHS-C, który po załadowaniu do kasety matki może być odtwarzany w standardowym magnetowidzie VHS. Pracująca na mniejszych kasetach pochodna VHS znalazła zastosowanie w domowych kamerach wideo. Analogicznie opracowano format S-VHS-C.

### D-VHS
Istnieje także odmiana D-VHS (Digital VHS, początkowo Data VHS), stworzona w oparciu o S-VHS, obecnie będąca produktem kolekcjonerskim. Format umożliwiał nagrywanie materiału w jakości HDTV, przy strumieniu danych wynoszącym do 28,2 Mbit/s, a w przypadku standardowej rozdzielczości obrazu strumień danych mógł wynosić do 14,1 Mbit/s. Możliwe było nagranie materiału o długości nawet 40 godzin. System jednak został szybko wyparty przez nośniki DVD oraz Blu-ray, będące znaczniej wygodniejsze i tańsze w produkcji.

## Następca standardu
VHS został wyparty przez standardy zapisu w technice cyfrowej – m.in. VCD, SVCD, DVD, Blu-ray, dyski twarde (stosowane we współczesnych kamkorderach i urządzeniach PVR).